# Journal of Convex Analysis
Journal of Convex Analysis is een internationaal, aan collegiale toetsing onderworpen wetenschappelijk tijdschrift op het gebied van de convexe analyse.
De naam wordt in literatuurverwijzingen meestal afgekort tot J. Convex Anal.
Het wordt uitgegeven door de Duitse uitgeverij Heldermann en verschijnt 4 keer per jaar.
Het eerste nummer verscheen in 1994.